# Contea di Lake (Oregon)
La contea di Lake (in inglese Lake County) è una contea dello Stato dell'Oregon, negli Stati Uniti. La popolazione al censimento del 2000 era di 7 422 abitanti. Il capoluogo di contea è Lakeview.

## Geografia
La contea si trova nel centro-sud dello Stato, al confine con California e Nevada. Il territorio si colloca nella regione del High Desert, a nord-ovest del Gran Bacino, ma il panorama è diversificato e ci sono anche diversi laghi e foreste. Circa il 77% del territorio è di proprietà pubblica.

### Contee confinanti
- Contea di Deschutes - nord
- Contea di Harney - est
- Contea di Washoe (Nevada) - sud
- Contea di Modoc (California) - sud
- Contea di Klamath - ovest

## Storia
La contea fu istituita nel 1874 da parti delle contee di Wasco e Jackson. Fu chiamata così per i diversi laghi che si trovano nella contea.

## Comuni

### Cities
- Lakeview (capoluogo)
- Paisley

### Census-designated places
- New Pine Creek
- Plush
- Silver Lake